# Hyphomycetes
Hyphomycetes es una clase antiguamente usada de hongos de la división Ascomycota que han perdido sus cuerpos de fructificación. La identificación de los hifomicetos se basa primariamente en la morfología microscópica, incluyendo: morfología conidial, especialmente la septación, tamaño, color, textura de pared celular, el arreglo de los conidios que se presentan en las células conidiogénicas (e.g. si son solitarias, artrocatenadas, blastocatenadas, basocatenadas, o gloiosporadas), el tipo de célula conidiogénica (e.g. no especializada o tipo hifa, fialida, anélida, o simpodial), y otras  hechuras adicionales como la presencia de esporodoquias o sinnemata.